# Radunitsa Labyrinthus
Il Radunitsa Labyrinthus è una formazione geologica della superficie di Venere.
Prende il nome dall'antica dea slava Radunitsa, guardiana delle anime dei defunti.